# デイ&エイジ
『デイ＆エイジ』 (Day & Age) は、アメリカのロック・バンド、ザ・キラーズの3枚目のアルバム。日本では2008年11月19日、イギリスでは11月23日、アメリカでは11月24日にリリースされた。

## 収録曲
1. "Losing Touch" – 4:15
2. "Human" – 4:09
3. "Spaceman" – 4:43
4. "Joy Ride" – 3:33
5. "A Dustland Fairytale"  – 3:45
6. "This Is Your Life" – 3:41
7. "I Can't Stay" – 3:06
8. "Neon Tiger" – 3:05
9. "The World We Live In" – 4:40
10. "Goodnight, Travel Well" – 6:51

### ボーナス・トラック（日本盤）
1. "A Crippling Blow" - 3:37
2. "Forget About What I Said" - 2:57